# Gefäßwiderstand
Als Gefäßwiderstand (peripherer Widerstand) bezeichnet man den Strömungswiderstand, den ein Blutgefäß dem Blutstrom entgegensetzt. Der Gefäßwiderstand ist analog zum ohmschen Widerstand als Quotient aus Druckdifferenz zwischen den Enden des Gefäßes und Volumenstromstärke definiert:
{\displaystyle R={\frac {\Delta p}{\dot {V}}}}
Ersetzt man gedanklich ein Gefäß durch ein starres Rohr mit dem Radius r und der Länge l, ergibt sich der Gefäßwiderstand nach dem Gesetz von Hagen-Poiseuille:
{\displaystyle R={\frac {8\cdot \eta \cdot l}{\pi \cdot r^{4}}}}
mit
| Variable                   | Bedeutung                                          | SI-Einheit |
| -------------------------- | -------------------------------------------------- | ---------- |
| {\displaystyle {\dot {V}}} | Volumenstrom durch das Rohr                        | m3·s−1     |
| {\displaystyle r}          | Innenradius des Rohres                             | m          |
| {\displaystyle l}          | Länge des Rohres                                   | m          |
| {\displaystyle \eta }      | dynamische Viskosität der strömenden Flüssigkeit   | Pa·s       |
| {\displaystyle \Delta p}   | Druckdifferenz zwischen Anfang und Ende des Rohres | Pa         |

Es zeigt, dass der Gefäßwiderstand nicht nur von Eigenschaften des Gefäßes, sondern auch von der Viskosität η des Blutes abhängt (die aber keine Konstante ist, sondern vom Gefäßdurchmesser und der Fließgeschwindigkeit abhängt). Trotzdem lässt sich festhalten, dass der Gefäßwiderstand mit der Gefäßlänge steigt und sehr empfindlich auf Änderungen des Gefäßradius reagiert (Halbierung des Radius versechzehnfacht im Modell den Widerstand). Stenosen (z. B. der Herzkranzgefäße bei koronarer Herzkrankheit) erhöhen den Gefäßwiderstand und vermindern damit die Durchblutung; sie betreffen jedoch oft nur kurze Gefäßabschnitte, weshalb erst hochgradige Stenosen symptomatisch werden.
Unter sinngemäßer Anwendung der Regeln zur Addition von elektrischen Widerständen in Reihen- und Parallelschaltung lassen sich aus einzelnen Gefäßwiderständen Widerstände für ganze Kreislaufabschnitte berechnen. Man unterscheidet grundsätzlich den Gesamtgefäßwiderstand (TPR, von englisch total peripheral resistance, Ersatzwiderstand des Körperkreislaufs) und den pulmonalen Gefäßwiderstand (PVR, von englisch pulmonary vascular resistance, Ersatzwiderstand des Lungenkreislaufs). Daneben lassen sich auch Gefäßwiderstände einzelner Organe (z. B. der zerebrale Gefäßwiderstand beim Gehirn) angeben.